# 古西河
古西河（俄语：Гусь）是俄羅斯的河流，位於弗拉基米爾州和梁贊州，屬於奧卡河的左支流，河道全長146公里，河畔城鎮有古西赫魯斯塔利內，河流在每年11月至4月結冰。